# Landschaftsschutzgebiet Selbecke (Barntrup)

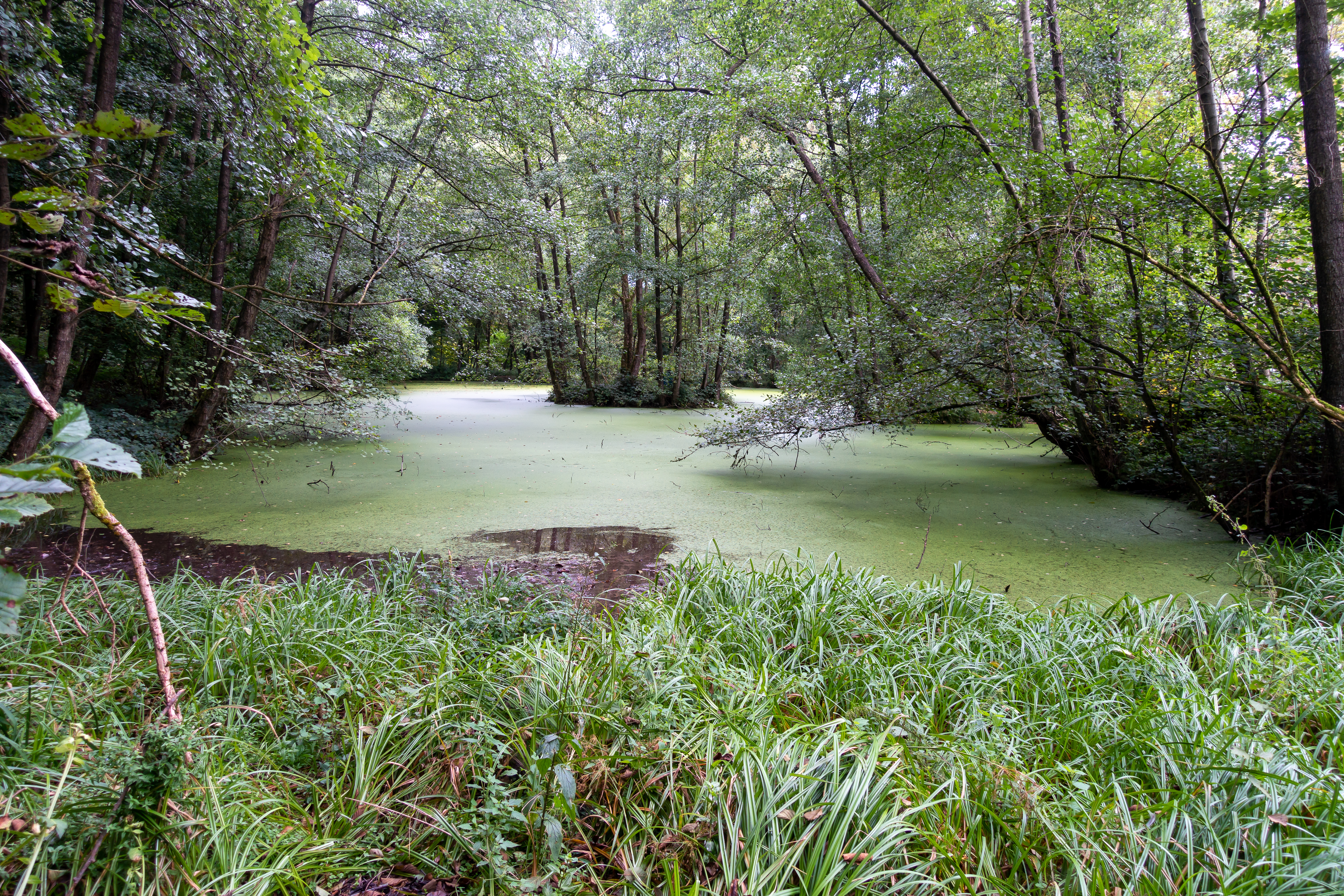
Teich im Landschaftsschutzgebiet Selbecke

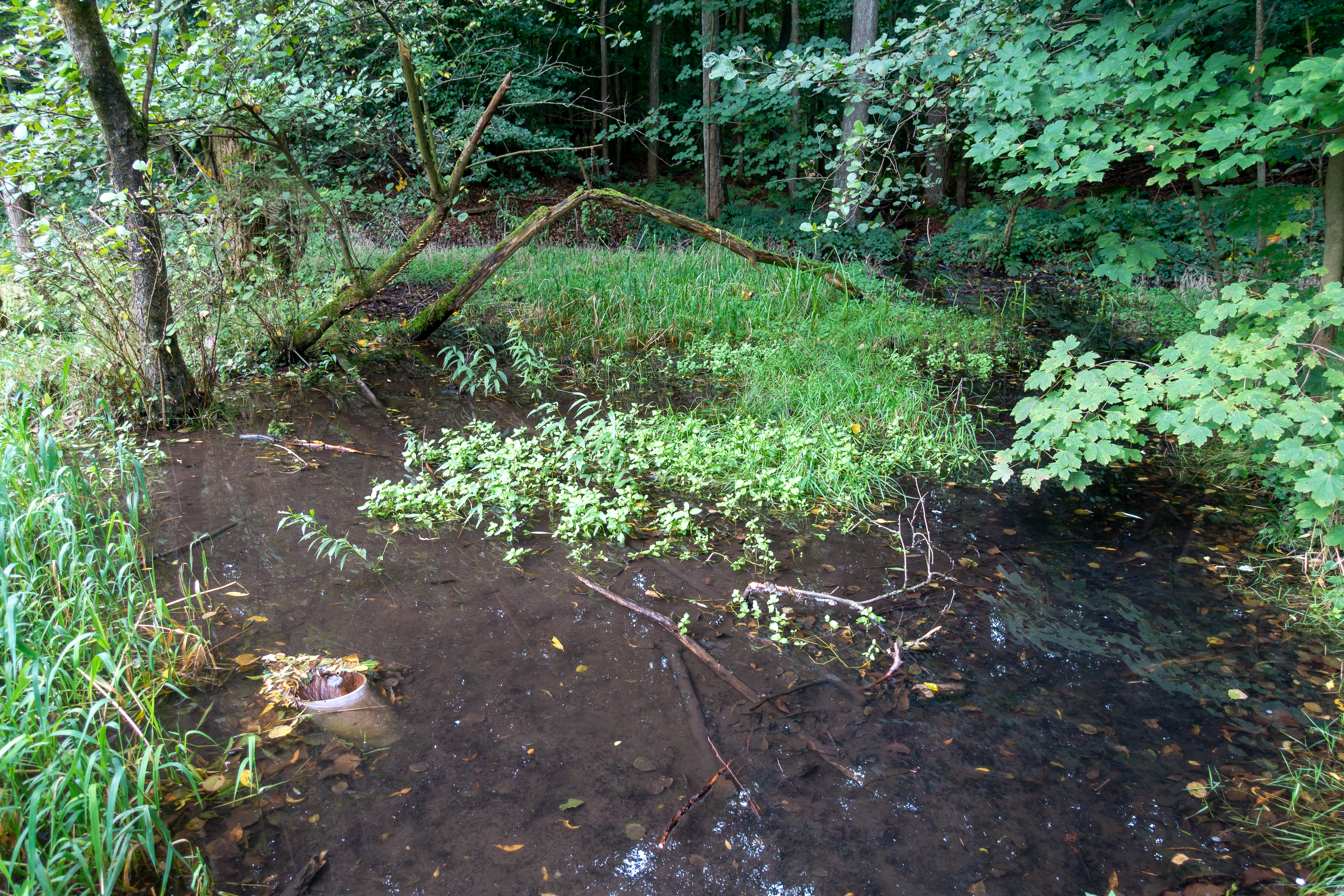
Selbecke

Das Landschaftsschutzgebiet Selbecke (Barntrup) mit 19,5 ha Flächengröße liegt bei Selbeck im Stadtgebiet von Barntrup. Es wurde 2006 mit dem Landschaftsplan Oberes Begatal durch den Kreistag des Kreises Lippe als Landschaftsschutzgebiet (LSG) ausgewiesen. Das LSG besteht aus zwei Teilflächen. 

## Beschreibung
Das LSG umfasst den zumindest im Oberlauf naturnah mäandrierenden Bach Selbecke von ihrem Quellgebiet bis zur Mündung in die Bega. Das LSG grenzt direkt an die Bebauung von Selbeck. Bis Selbeck befindet sich der die Selbecke im Wald. Östlich von Selbeck liegt ein Teich im Wald, der durch Anstau eines namenlosen Quellbaches entstand und von Erlen umstanden ist. Der Teich weist eine Insel mit Erlen auf und ist stellenweise von einem schmalen Röhrichtbestand umsäumt. Nordöstlich vom Dorf verbreitert sich das Tal der Selbecke. Im Bereich eines Erlen-Bruchwaldes liegen zahlreiche Quellen. Die hier etwa 1 m breite Selbecke verläuft dann in einer schmalen Bachaue im Offenland. Der Bach ist anfangs noch relativ naturnah mit Steilufern am Talrand und verläuft entlang des südöstlich angrenzenden Waldes. In der Bachaue liegen schmale Grünlandflächen. Im Unterlauf wurde die Selbecke an den westlichen Talrand verlegt und begradigt. Der Bach wird von lückigem Erlenufergehölz und Hochstaudenfluren begleitet. Das LSG gleicht hier eher einem schmalen Band. Im Norden endet das LSG an der L 758. Nördlich der L 758 kommt ein Bachlaufstück ohne Schutzausweisung. Danach fließt die Selbecke bis zur Mündung in die Bega im Naturschutzgebiet Begatal. 
Zum Schutzgebiet führt der Landschaftsplan aus: „Das Landschaftsschutzgebiet stellt eine wertvolle Bachaue mit einem naturnahen Bach, wertvollen Grünlandflächen, Kleingewässern, Quellenvorkommen und naturnahen Waldbereichen dar. Die Selbecke ist ein Vernetzungsbiotop für Lebensgemeinschaften der halboffenen Landschaft und wertvoll für Amphibien.“

## Schutzzwecke für das LSG
Laut Landschaftsplan erfolgte die Ausweisung des LSG
- „zur Erhaltung und Wiederherstellung der Leistungsfähigkeit des Naturhaushaltes in ökologisch besonders wertvoll strukturierten Bereichen mit Wasser-, Klima- und Biotopschutzfunktionen,“
- „zur Erhaltung und Wiederherstellung von Quellbereichen und naturnahen Fließgewässern, Wald- und Grünlandbereichen unterschiedlicher Feuchtestufen, Feldgehölzen, Hecken und Obstwiesen,“
- „zur Erhaltung morphologisch ausgeprägter Bereiche zur Sicherung der landschaftlichen Eigenart und Vielfalt für die Erholung, “
- „zur Erhaltung wertvoller Biotopkomplexe aus Wald-Grünlandbereichen, Fließgewässern und Quellen sowie Biotopen nach § 62 LG mit wichtigen Refugial-, Puffer-, Trittstein- und Vernetzungsfunktionen,“
- „zur Erhaltung und Wiederherstellung wichtiger Rückzugsräume für die bedrohte Tier- und Pflanzenwelt,“
- „zur Sicherung von kulturhistorisch bedeutsamen Landschaften, z. B. Terrassenkulturlandschaften,“
- „zur Sicherung der das Orts- und Landschaftsbild gliedernden und belebenden und die dörflichen Siedlungsstrukturen prägenden Freiraumelemente.“[1]

## Rechtliche Vorschriften
Im Landschaftsschutzgebiet ist unter anderem das Errichten von Bauten und Fischteichen verboten.